# سیده نفیسه
سیده نفیسه (ربیع‌الاول ۱۴۵ ه‍.ق، مکه - رمضان ۲۰۸ ه‍.ق، مصر) محدث است. وی دختر حسن بن زید، نوه امام دوم شیعیان و عروس امام ششم شیعیان (همسر اسحاق بن جعفر) است. از وی به پارسایی و زهد در تاریخ نام برده شده‌است. آرامگاه وی در مصر قرار دارد و مورد زیارت مردم است.
وی پس از مراجعت از زیارت آرامگاه ابراهیم به مصر رفت. در منابع تاریخی نقل شده‌است که در قبری که خود در منزل حفر کرده بود به قرات قرآن می‌پرداخت و عمده روزها روزه و سحرگاهان به عبادت مشغول بود. در فرهنگ مسلمان منطقه کراماتی به وی نسبت داده شده‌است که شفای کودکی یهودی از آب وضوی وی از آن جمله است. برخی کرامات منسوب به وی در کتاب «مأثرالنفیسه» آمده‌است.
برخی از علما و در راس آنان محمد بن ادریس شافعی از وی حدیث اخذ می‌کردند. بنا به وصیت ادریس، سیده نفیسه در نماز میت پس از درگذشت وی حضور یافت. از انجا که بدلیل کهولت سن سیده نفیسه امکان خروج از منزل را نداشت، پیکر ادریس را به منزل وی آوردند او در حالیکه ماموم بود به امامت بویعقوب بُوَیطی در نماز حضور یافت.
برخی دیگران از قضات، عرفا و علما نیز با وی دیدار و گفتگو داشتند که از آن میان به ذوالنون مصری و بشر بن حارث اشاره شده‌است.
در هنگام درگذشت روزه بود، از وی خواستند روزه را بشکند گفت:«عجبا سی سال است تا بحال که از خداوند درخواست می کنم که با حال روزه از دنیا بروم و حال که روزه هستم افطار کنم؟» سپس شروع به تلاوت سوره انعام کرد، هنگامیکه پس از قرائت آیه ۱۲۷ «لهم دارالسلام عند ربهم؛ برایشان در نزد پروردگارشان خانه سلم و سلامت می باشد» درگذشت.
آرامگاه وی در قاهره واقع است .اولین بنای آنرا به عبیداللّه بن سری حاکم، حاکم مصر نسبت داده اند.در دوره فاطمیان مستنصر باللّه آنرا بازسازی کرد.